# 留保制度 インドvsインド
『留保制度 インドvsインド』（りゅうほせいど インドたいインド、原題：Aarakshan）は、2011年に公開されたインドのドラマ映画。プラカーシュ・ジャーが監督を務め、アミターブ・バッチャン、サイーフ・アリー・カーン、ディーピカー・パードゥコーンが出演している。インド政府が高等教育機関への入学や公務員採用に関して低級カーストの優先枠を制定した留保制度を題材にしている。

## キャスト
- プラバカール・アーナンド - アミターブ・バッチャン
- ポールヴィ・アーナンド - ディーピカー・パードゥコーン
- シャクンタラー・タクラル - ヘマ・マリニ
- ディーパク・クマール - サイーフ・アリー・カーン
- ミティリシュ・シン - マノージュ・バージペーイー
- スシャント・セス - プラティーク・バッバル
- アーナンド夫人 - ターンヴィー・アーズミー（英語版）
- 警部 - ムケーシュ・ティワーリー（英語版）
- シャンブ・カカ - ヤシュパル・シャルマ（英語版）
- アニルダ・プラサード - ダルシャン・ジャリーワーラー
- セス - ラジーヴ・ヴァルマ（英語版）
- 教育大臣 - サウラブ・シュクラ
- シャンティ・ブア - ソーナル・ジャー（英語版）

## 製作
2011年1月15日から撮影が開始された。プラカーシュ・ジャーはキャスティングを終了させていたが、この時点で主役は決まっていなかった。当初はアジャイ・デーヴガンが検討されていたが、彼は『Golmaal 3』『Singham』などのスケジュールが多忙だったため辞退し、代わりにサイーフ・アリー・カーンが起用された。彼は撮影のためにサンスクリット語を学ぶことになった。カーンとアミターブ・バッチャンは撮影のためにビハール州のスーパー30創設者アーナンド・クマールから数学を学んでいる。撮影はボーパールのウッパル湖とオリエンタル科学技術研究院のミナル・レジデンシーで行われ、3月上旬に終了した。

## 評価

### 興行収入
公開初日の座席占有率は50-70%、デリーでは60-70%を記録した。パンジャーブ州、ウッタル・プラデーシュ州、アーンドラ・プラデーシュ州では上映禁止となったものの、公開初日の興行収入は4470万ルピーを記録した。公開週末の興行収入は1億8330万ルピーとなり、公開第3週には3000万ルピーの興行収入を記録し、累計興行収入は4億ルピーを超えた。公開第4週には累計興行収入は4億2380万ルピーを記録し、公開第5週の累計興行収入は4億2430万ルピーを記録している。
海外市場の興行収入は芳しくなく、公開初週の記録はイギリス7万6000ポンド、北米34万5000ドル、アラブ首長国連邦19万ドル、オーストラリア8万2000ドルとなり、合計興行収入は90万ドルだった。イギリスでは公開第3週の累計興行収入は16万8662ポンド、オーストラリアでは公開第2週の累計興行収入は14万2193ドルを記録した。興行成績は失敗したと見られている。

### 批評

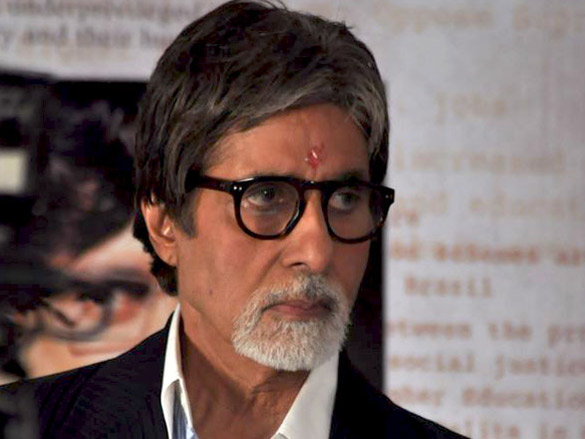
アミターブ・バッチャン

ザ・タイムズ・オブ・インディアのニカット・カズミは3/5の星を与え、「悲しい。『留保制度 インドvsインド』は留保制度を扱う映画として、前半は心を揺り動かします。しかし、インドの教育システムの苦難を乗り越えるオムニバスとしては仕損じています」と批評している。インディア・ウィークリーのシヴァーシュ・クマールは3/5の星を与えている。Dainik Bhaskarは3/5の星を与え、「アミターブ・バッチャンの傑出した演技とキャラクターの葛藤は必見です。反面、プラカーシュ・ジャーが前回製作した『Rajneeti』のようなドラマと技巧を期待すると失望することになるでしょう」と批評している。中央映画認証委員会委員長のリーラー・サムソンは教育について良い映画とする一方、「政治的に厄介な問題を引き起こす」と述べている。

### ノミネート
第4回ミルチ・ミュージック・アワード
- アップカミング・ミュージック・コンポーサー・オブ・ザ・イヤー：プラスーン・ジョーシー（英語版）「Saans Albeli」[16]

## トラブル
カーンプルの複数の不可触民グループはサイーフ・アリー・カーンが不可触民の役を演じたことに抗議した。彼らは藩王家の血統であるサイーフ・アリー・カーンが不可触民を演じることは、コミュニティに対する侮辱だと主張した。
映画はパンジャーブ州、ウッタル・プラデーシュ州、アーンドラ・プラデーシュ州で上映禁止になった。パンジャーブ州政府は、映画のいくつかのシーンや会話が同州のコミュニティから反発を招く可能性があると考え、上映を禁止した。ウッタル・プラデーシュ州では法律問題を引き起こす可能性があると判断して2か月間の上映禁止を決定した。
指定カースト・指定部族に関する全国委員会(NCSC)は映画が不快なコンテンツであるという苦情を受けて映画を鑑賞した。委員長P・L・プニアは「映画のテーマは不快なものではないが反カーストや留保制度への批判的内容が含まれている」と述べたが、「U/A」の評価を与えた中央映画認証委員会は「ジャーの表現の自由を守るべき」と主張した。こうした騒動に対して、ジャーは反発を防ぐために「不愉快なシーン」の削除を決定した。ジャーとプロデューサーは3州の上映禁止を解除するために最高裁判所に訴えを起こした。後に最高裁判所はウッタル・プラデーシュ州の上映禁止を解除する決定を下した。